# Partito Nigerino per la Democrazia e il Socialismo

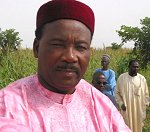
Mahamadou Issoufou, candidato del partito alle elezioni presidenziali dal 1993 al 2016

Il Partito Nigerino per la Democrazia e il Socialismo (in francese Parti nigérien pour la démocratie et le socialisme, PNDS-Tarayya) è un partito politico nigerino fondato nel 1990.
Leader del partito è Mohamed Bazoum, presidente della Repubblica dal 2021.

## Risultati elettorali
| Elezione          | Voti       | %          | Seggi    |
| ----------------- | ---------- | ---------- | -------- |
| Parlamentari 1993 | 183.150    | 14,6       | 13 / 83  |
| Parlamentari 1995 | 203.629    | 14,1       | 12 / 83  |
| Parlamentari 1996 | Boicottate | Boicottate | 0 / 83   |
| Parlamentari 1999 | 378.634    | 21,5       | 16 / 83  |
| Parlamentari 2004 | 314.810    | 13,8       | 17 / 113 |
| Parlamentari 2009 | Boicottate | Boicottate | 0 / 113  |
| Parlamentari 2011 | 1.066.011  | 33,0       | 34 / 107 |
| Parlamentari 2016 | 1.701.372  | 35,7       | 75 / 171 |

| Elezione              | Elezione | Candidato          | Voti      | %     | Esito         |
| --------------------- | -------- | ------------------ | --------- | ----- | ------------- |
| Presidenziali 1993    | I turno  | Mahamadou Issoufou | 205.707   | 15,91 | ❌ Non eletto |
| Presidenziali 1996    | I turno  | Mahamadou Issoufou | 183.826   | 7,60  | ❌ Non eletto |
| Presidenziali 1999    | I turno  | Mahamadou Issoufou | 435.041   | 22,79 | ❌ Non eletto |
| Presidenziali 1999    | II turno | Mahamadou Issoufou | 710.923   | 40,11 | ❌ Non eletto |
| Presidenziali 2004    | I turno  | Mahamadou Issoufou | 598.184   | 24,57 | ❌ Non eletto |
| Presidenziali 2004    | II turno | Mahamadou Issoufou | 792.476   | 34,47 | ❌ Non eletto |
| Presidenziali 2011    | I turno  | Mahamadou Issoufou | 1.217.527 | 36,06 | ✔️ Eletto     |
| Presidenziali 2011    | II turno | Mahamadou Issoufou | 1.797.382 | 58,04 | ✔️ Eletto     |
| Presidenziali 2016    | I turno  | Mahamadou Issoufou | 2.252.016 | 48,43 | ✔️ Eletto     |
| Presidenziali 2016    | II turno | Mahamadou Issoufou | 4.102.363 | 92,51 | ✔️ Eletto     |
| Presidenziali 2020-21 | I turno  | Mohamed Bazoum     | 1.879.543 | 39,33 |               |
| Presidenziali 2020-21 | II turno | Mohamed Bazoum     |           |       |               |